# Las viudas de Ifni
Las viudas de Ifni és un curtmetratge documental espanyol del 2012 dirigit per Pedro Palacios i Pacheco Iborra que pretén denunciar la situació d'abandó de les vídues dels soldats marroquins que van servir a l'Exèrcit Espanyol a la Província d'Ifni quan formava part del l'Àfrica Occidental Espanyola. Ambdós directors van viatjar a Ifni per entrevistar-se amb les vídues supervivents per fer la pel·lícula. Dura 27 minuts i està produïda per l'Institut Valencià de Cinematografia.

## Sinopsi
Ifni va deixar de ser província espanyola el 1969, any en què va ser cedit al Marroc. En 1965 el règim del general Franco promulga una llei que impedirà, a moltes de les vídues del personal marroquí de l'antiga colònia, percebre les seves corresponents pensions de viduïtat. Abandonades per Espanya, i repudiades pel Marroc, avui aquestes dones viuen en condicions miserables.

## Nominacions
Fou nominada al Goya al millor curtmetratge documental als XVII Premis Goya.